# タックイン (自動車)
タックインとは、自動車において旋回中にエンジンの出力を絞った（スロットルを閉じた）際、ステアリングを切っている方向に急激に車両が切れ込む現象である。オーバースピードでコーナーへ進入した後で、アクセルペダルを戻すような場面で発生することがある。特にエンジンブレーキの力が前輪に働く前輪駆動車で発生しやすい。
和製英語で、由来は不明である。この現象を指す簡潔な英語のフレーズも特にない。ISO 9816にある、この現象に相当する表現は「Power-off reaction of a vehicle in a turn」となっている。

## 原理
前輪駆動車の場合、前輪が操舵と駆動を兼ねているため、旋回時は強いアンダーステア傾向を示す。旋回中にアクセルペダルを戻すとエンジンブレーキが前輪にかかり、結果として、前輪の舵角が一定でも瞬時に旋回力が増幅する。
その理由は、高速旋回中の車両の姿勢が、後輪のスリップ角相当に内向きとなっているためである。つまり、低速時の旋回軌跡（内輪差という言葉とともに自動車教習所で習う）とは逆で、前輪の回転半径が後輪のそれより小さくなっており、前輪に効くエンジンブレーキ、すなわち旋回中心側でのブレーキ力が車両に回転力を生む。
また、旋回と駆動の両方に使われていた前輪のグリップが、アクセルオフの瞬間（ほんの一瞬だけ）は旋回のみに使われることになり、一時的に前輪のグリップ力が上がることが、タックイン開始のきっかけとなる。

### 注意点
タックインの特性を理解していれば、ほとんどの自動車が基本として持ち合わせている弱アンダーステア特性との併用で、連続するカーブを速く安定して走り抜けることが可能となる。しかし、特性の理解が不十分な状態でタックインが発生した場合、そのまま内側のガードレールに激突したり、慌ててアクセルを開けてアンダーステアに一転してカーブの外側へ飛び出したりと、思わぬ重大事故につながることがある。
前輪駆動車の普及以降はタイヤの性能向上が目覚ましく、コーナリング時にブッシュの変形で後輪がフロントと同相となって車両の安定を保つサスペンションジオメトリも一般化しており、タックインの影響を大幅に減らしているが、物理的な特性を完全に打ち消すことはできず、雨、雪、凍結、ダート、砂利道など、路面の摩擦係数が低い条件下では顕著となる。